# Paysage-état d'âme
 (avril 2014).
Si vous disposez d'ouvrages ou d'articles de référence ou si vous connaissez des sites web de qualité traitant du thème abordé ici, merci de compléter l'article en donnant les références utiles à sa vérifiabilité et en les liant à la section « Notes et références ».
 (avril 2017).
- Si vous ne connaissez pas le sujet, laissez ce bandeau (vous pouvez alors contacter les auteurs).
- Si vous supprimez le contenu mis en cause (vous pouvez préalablement contacter les auteurs),

argumentez précisément cette suppression dans la page de discussion
(un manque de référence n'est pas un argument ; une recherche réelle de référence doit avoir été effectuée, être formellement documentée).
La théorie du paysage-état d'âme est un thème récurrent du romantisme.
Il est nécessaire de distinguer le cas des arts picturaux et de la littérature.
Il s'agit, pour le héros romantique en littérature, de se réfugier dans la nature, élément central du romantisme, c'est-à-dire loin de la civilisation et de la vie urbaine, considérées comme néfastes au développement de l'individualité. Son lieu de repos sera alors décrit comme correspondant à l'état d'âme du héros, généralement des souffrances dues à l'amour ou au mal du siècle. 
Dans les beaux arts picturaux, un paysage, généralement sans personnage ou avec des figurants mythologiques tels que des nymphes, devra évoquer un sentiment chez le spectateur, et ainsi changer son état d'âme.
Un des principaux développeurs de cette théorie est Alfred de Musset. 
L’expression en tant que telle provient du Journal intime (octobre 1852) du philosophe et écrivain Henri-Frédéric Amiel : « Chaque paysage est un état d'âme » (en allemand « jedes Landschaftsbild ist ein Seelenzustand »).
La théorie en a toutefois été formulée bien plus tôt, dans les Neuf lettres sur la peinture de paysage (1831) de Carl Gustav Carus, pour qui le paysage est un état d’âme déterminé.